# Italia ai Giochi della XXVII Olimpiade
L'Italia partecipò a' Giochi della XXVII Olimpiade, svoltesi a Sydney dal 15 settembre al 1º ottobre 2000, con una delegazione di 361 atleti.

## Medaglie

### Medagliere
| Sport            | Oro | Argento | Bronzo | Totale |
| ---------------- | --- | ------- | ------ | ------ |
| Nuoto            | 3   | 1       | 2      | 6      |
| Scherma          | 3   | 0       | 2      | 5      |
| Canoa            | 2   | 0       | 1      | 3      |
| Ciclismo         | 2   | 0       | 1      | 3      |
| Canottaggio      | 1   | 2       | 1      | 4      |
| Vela             | 1   | 1       | 0      | 2      |
| Judo             | 1   | 0       | 3      | 4      |
| Atletica leggera | 0   | 2       | 0      | 2      |
| Tiro             | 0   | 1       | 1      | 2      |
| Tiro con l'arco  | 0   | 1       | 0      | 1      |
| Pallavolo        | 0   | 0       | 1      | 1      |
| Pugilato         | 0   | 0       | 1      | 1      |
| Totale           | 13  | 8       | 13     | 34     |

### Medaglie
| Medaglia | Nome | Sport            | Evento                          |
| -------- | --- | ---------------- | ------------------------------- |
| Oro      | Antonio Rossi Beniamino Bonomi | Canoa            | K-2 1000 metri                  |
| Oro      | Josefa Idem | Canoa            | K-1 500 metri femminile         |
| Oro      | Paola Pezzo | Ciclismo         | Mountain bike femminile         |
| Oro      | Antonella Bellutti | Ciclismo         | Corsa a punti femminile         |
| Oro      | Agostino Abbagnale Rossano Galtarossa Simone Raineri Alessio Sartori | Canottaggio      | Quattro di coppia               |
| Oro      | Alessandra Sensini | Vela             | Classe Mistral                  |
| Oro      | Domenico Fioravanti | Nuoto            | 100 metri Rana                  |
| Oro      | Domenico Fioravanti | Nuoto            | 200 metri Rana                  |
| Oro      | Massimiliano Rosolino | Nuoto            | 200 metri Misti                 |
| Oro      | Giuseppe Maddaloni | Judo             | 73 kg                           |
| Oro      | Angelo Mazzoni Paolo Milanoli Maurizio Randazzo Alfredo Rota | Scherma          | Spada a squadre maschile        |
| Oro      | Valentina Vezzali | Scherma          | Fioretto individuale femminile  |
| Oro      | Diana Bianchedi Giovanna Trillini Valentina Vezzali | Scherma          | Fioretto a squadre femminile    |
| Argento  | Fiona May | Atletica leggera | Salto in lungo                  |
| Argento  | Nicola Vizzoni | Atletica leggera | Lancio del martello             |
| Argento  | Massimiliano Rosolino | Nuoto            | 400 metri stile libero          |
| Argento  | Matteo Bisiani Ilario Di Buò Michele Frangilli | Tiro con l'arco  | A squadre maschile              |
| Argento  | Lorenzo Carboncini Riccardo Dei Rossi Valter Molea Carlo Mornati | Canottaggio      | Quattro senza                   |
| Argento  | Elia Luini Leonardo Pettinari | Canottaggio      | Due di coppia p.l.              |
| Argento  | Deborah Gelisio | Tiro             | Doppia fossa femminile          |
| Argento  | Luca Devoti | Vela             | Classe Finn                     |
| Bronzo   | Giovanni Pellielo | Tiro             | Fossa                           |
| Bronzo   | Girolamo Giovinazzo | Judo             | 66 kg                           |
| Bronzo   | Ylenia Scapin | Judo             | 70 kg                           |
| Bronzo   | Emanuela Pierantozzi | Judo             | 78 kg                           |
| Bronzo   | Massimiliano Rosolino | Nuoto            | 200 metri stile libero maschili |
| Bronzo   | Davide Rummolo | Nuoto            | 200 metri rana maschili         |
| Bronzo   | Daniele Crosta Gabriele Magni Salvatore Sanzo Matteo Zennaro | Scherma          | Fioretto a squadre maschile     |
| Bronzo   | Giovanna Trillini | Scherma          | Fioretto individuale femminile  |
| Bronzo   | Silvio Martinello Marco Villa | Ciclismo         | Corsa a punti a coppie          |
| Bronzo   | Giovanni Calabrese Nicola Sartori | Canottaggio      | Due di coppia                   |
| Bronzo   | Pierpaolo Ferrazzi | Canoa            | K1 slalom                       |
| Bronzo   | Paolo Vidoz | Pugilato         | Pesi super massimi              |
| Bronzo   | Marco Bracci Mirko Corsano Alessandro Fei Andrea Gardini Andrea Giani Pasquale Gravina Luigi Mastrangelo Marco Meoni Samuele Papi Simone Rosalba Andrea Sartoretti Paolo Tofoli | Pallavolo        | Torneo maschile                 |

### Plurimedagliati
| Nome                  | Sport   | Oro | Argento | Bronzo | Totale |
| --------------------- | ------- | --- | ------- | ------ | ------ |
| Domenico Fioravanti   | Nuoto   | 2   | 0       | 0      | 2      |
| Valentina Vezzali     | Scherma | 2   | 0       | 0      | 2      |
| Massimiliano Rosolino | Nuoto   | 1   | 1       | 1      | 3      |
| Giovanna Trillini     | Scherma | 1   | 0       | 1      | 2      |

## Risultati

### Calcio
- Uomini

| Atleta | Classifica |                   |
| --- | --- | ----------------- |
| V · D · M Nazionale olimpica italiana · Calcio ai Giochi Olimpici Estivi 2000 1 De Sanctis · 2 Grandoni · 3 Mezzano · 4 Zanchi · 5 Ferrari · 6 Gattuso · 7 Comandini · 8 Baronio · 9 Ventola · 10 Pirlo · 11 Zambrotta · 12 Margiotta · 13 Ambrosini · 14 Rivalta · 15 Cirillo · 16 Vannucchi · 17 Zanetti · 18 Abbiati · 21 Firmani · CT : Tardelli | 5° |                   |
| Nazionale olimpica italiana · Calcio ai Giochi Olimpici Estivi 2000 | |                   |
| 1 De Sanctis · 2 Grandoni · 3 Mezzano · 4 Zanchi · 5 Ferrari · 6 Gattuso · 7 Comandini · 8 Baronio · 9 Ventola · 10 Pirlo · 11 Zambrotta · 12 Margiotta · 13 Ambrosini · 14 Rivalta · 15 Cirillo · 16 Vannucchi · 17 Zanetti · 18 Abbiati · 21 Firmani · CT: Tardelli                                                                                | 1 De Sanctis · 2 Grandoni · 3 Mezzano · 4 Zanchi · 5 Ferrari · 6 Gattuso · 7 Comandini · 8 Baronio · 9 Ventola · 10 Pirlo · 11 Zambrotta · 12 Margiotta · 13 Ambrosini · 14 Rivalta · 15 Cirillo · 16 Vannucchi · 17 Zanetti · 18 Abbiati · 21 Firmani · CT: Tardelli | Italia (bandiera) |

### Ciclismo

#### Ciclismo su strada
Maschile
| Atleta               | Evento         | Tempo    | Posizione |
| -------------------- | -------------- | -------- | --------- |
| Michele Bartoli      | Corsa in linea | 5h30'34" | 4º        |
| Paolo Bettini        | Corsa in linea | 5h30'34" | 9º        |
| Francesco Casagrande | Corsa in linea | 5h30'46" | 66º       |
| Danilo Di Luca       | Corsa in linea | 5h30'37" | 11º       |
| Marco Pantani        | Corsa in linea | 5h30'46" | 69º       |

Femminile
| Atleta                 | Evento         | Tempo    | Posizione |
| ---------------------- | -------------- | -------- | --------- |
| Roberta Bonanomi       | Corsa in linea | DNF      | DNF       |
| Alessandra Cappellotto | Corsa in linea | 3h06'31" | 15ª       |
| Alessandra Cappellotto | Cronometro     | DNS      | DNS       |
| Valeria Cappellotto    | Corsa in linea | 3h09'19" | 31ª       |

#### Ciclismo su pista
Maschile
| Atleti                                                    | Evento                 | Qualificazione | Qualificazione | Quarti              | Quarti          | Semifinale          | Semifinale      | Finale              | Finale |
| Atleti                                                    | Evento                 | Tempo          | Pos.           | Avversari Risultato | Pos.            | Avversari Risultato | Pos.            | Avversari Risultato | Pos.   |
| --------------------------------------------------------- | ---------------------- | -------------- | -------------- | ------------------- | --------------- | ------------------- | --------------- | ------------------- | ------ |
| Mario Benetton Adler Capelli Cristiano Citton Marco Villa | Inseguimento a squadre | 4'15"451       | 11º            | non qualificati     | non qualificati | non qualificati     | non qualificati | non qualificati     | 11º    |

| Atleta                        | Evento        | Punti | Giri | Posizione |
| ----------------------------- | ------------- | ----- | ---- | --------- |
| Silvio Martinello             | Corsa a Punti | 4     | -1   | 8º        |
| Silvio Martinello Marco Villa | Americana     | 15    | 0    | Bronzo    |

| Atleta          | Evento | Primo turno | Ripescaggio | Quarti di finale | Semifinale      | Finale          |
| Atleta          | Evento | Posizione   | Posizione   | Posizione        | Posizione       | Posizione       |
| --------------- | ------ | ----------- | ----------- | ---------------- | --------------- | --------------- |
| Roberto Chiappa | Keirin | 2º Q        | Bye         | 4º               | non qualificato | non qualificato |

Femminile
| Atleti             | Evento                   | Qualificazione | Qualificazione | Quarti              | Quarti          | Semifinale          | Semifinale      | Finale              | Finale |
| Atleti             | Evento                   | Tempo          | Pos.           | Avversari Risultato | Pos.            | Avversari Risultato | Pos.            | Avversari Risultato | Pos.   |
| ------------------ | ------------------------ | -------------- | -------------- | ------------------- | --------------- | ------------------- | --------------- | ------------------- | ------ |
| Antonella Bellutti | Inseguimento individuale | 3'36"967       | 5ª             | non qualificata     | non qualificata | non qualificata     | non qualificata | non qualificata     | 5ª     |

| Atleta             | Evento                  | Punti | Giri | Posizione |
| ------------------ | ----------------------- | ----- | ---- | --------- |
| Antonella Bellutti | Corsa a punti femminile | 19    | 0    | Oro       |

#### Mountain bike
Maschile
| Atleta           | Evento        | Tempo    | Classifica |
| ---------------- | ------------- | -------- | ---------- |
| Marco Bui        | Cross-country | 2h16'09" | 16º        |
| Hubert Pallhuber | Cross-country | 2h22'55" | 31º        |

Femminile
| Atleta      | Evento        | Tempo    | Classifica |
| ----------- | ------------- | -------- | ---------- |
| Paola Pezzo | Cross-country | 1h49'27" | Oro        |

### Pallacanestro
Uomini
| Rosa | Classifica |
| --- | ---------- |
| V · D · M Nazionale italiana - Pallacanestro ai Giochi della XXVII Olimpiade - Torneo maschile 4 Scarone · 5 Basile · 6 Galanda · 7 Fučka · 8 Marconato · 9 Li Vecchi · 10 Myers · 11 Meneghin · 12 Abbio · 13 Mian · 14 Chiacig · 15 Damião · All. Bogdan Tanjević | 5°         |
| Nazionale italiana - Pallacanestro ai Giochi della XXVII Olimpiade - Torneo maschile |            |
| 4 Scarone · 5 Basile · 6 Galanda · 7 Fučka · 8 Marconato · 9 Li Vecchi · 10 Myers · 11 Meneghin · 12 Abbio · 13 Mian · 14 Chiacig · 15 Damião · All. Bogdan Tanjević                                                                                                |            |

### Pallanuoto
Uomini
| Atleta | Classifica |                   |
| --- | --- | ----------------- |
| V · D · M Nazionale maschile italiana di pallanuoto · Giochi olimpici - Sydney 2000 1 Attolico · 2 Postiglione · 3 Binchi · 4 Bencivenga · 5 Tempesti · 6 R. Calcaterra · 7 Vittorioso · 8 Angelini · 9 Pomilio · 10 A. Calcaterra · 11 Sottani · 12 Silipo · 13 Ghibellini · CT : Ratko Rudić | 5° |                   |
| Nazionale maschile italiana di pallanuoto · Giochi olimpici - Sydney 2000 | |                   |
| 1 Attolico · 2 Postiglione · 3 Binchi · 4 Bencivenga · 5 Tempesti · 6 R. Calcaterra · 7 Vittorioso · 8 Angelini · 9 Pomilio · 10 A. Calcaterra · 11 Sottani · 12 Silipo · 13 Ghibellini · CT: Ratko Rudić                                                                                      | 1 Attolico · 2 Postiglione · 3 Binchi · 4 Bencivenga · 5 Tempesti · 6 R. Calcaterra · 7 Vittorioso · 8 Angelini · 9 Pomilio · 10 A. Calcaterra · 11 Sottani · 12 Silipo · 13 Ghibellini · CT: Ratko Rudić | Italia (bandiera) |